# Rivetina
Rivetina är ett släkte av bönsyrsor. Rivetina ingår i familjen Mantidae.

## Bildgalleri

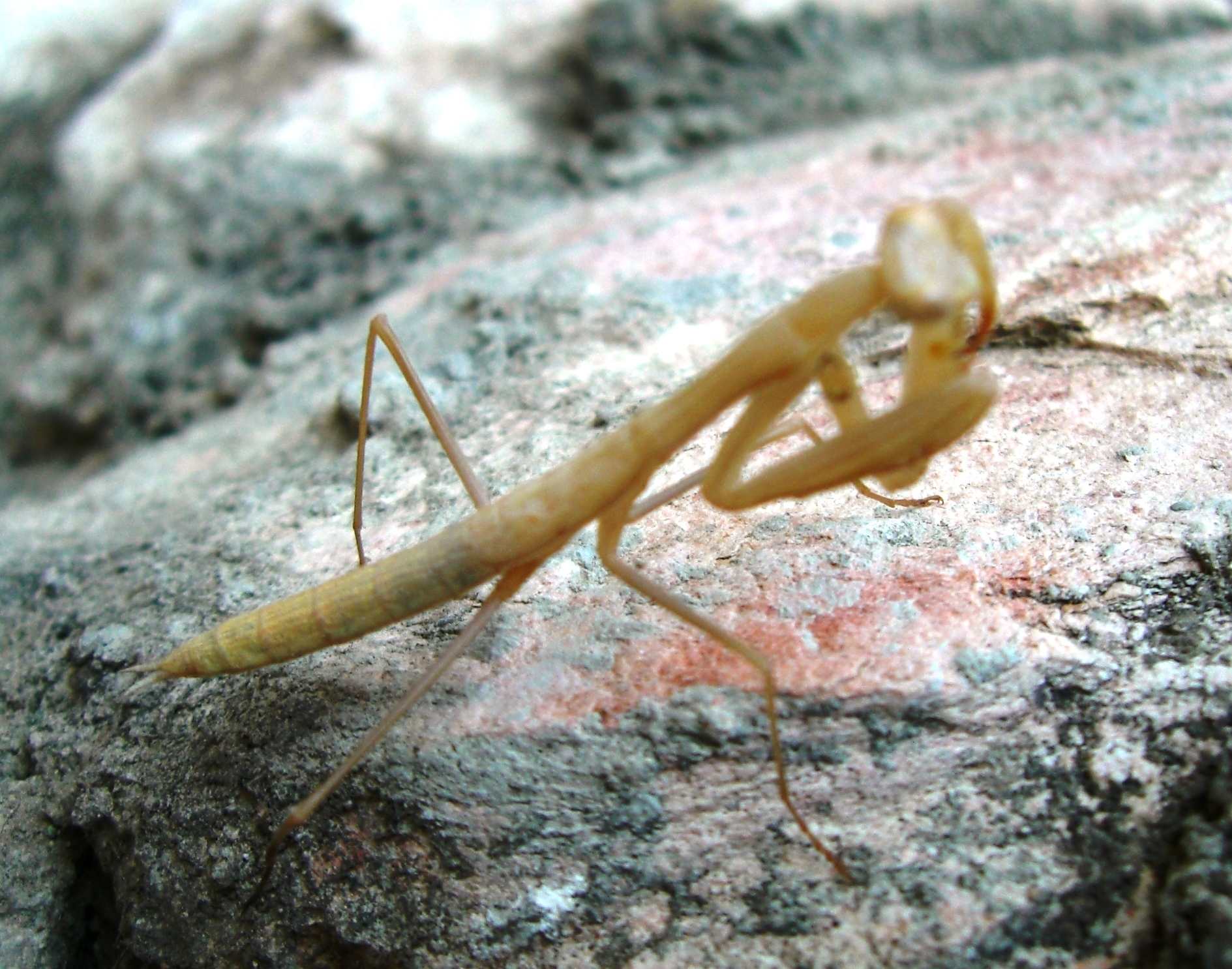
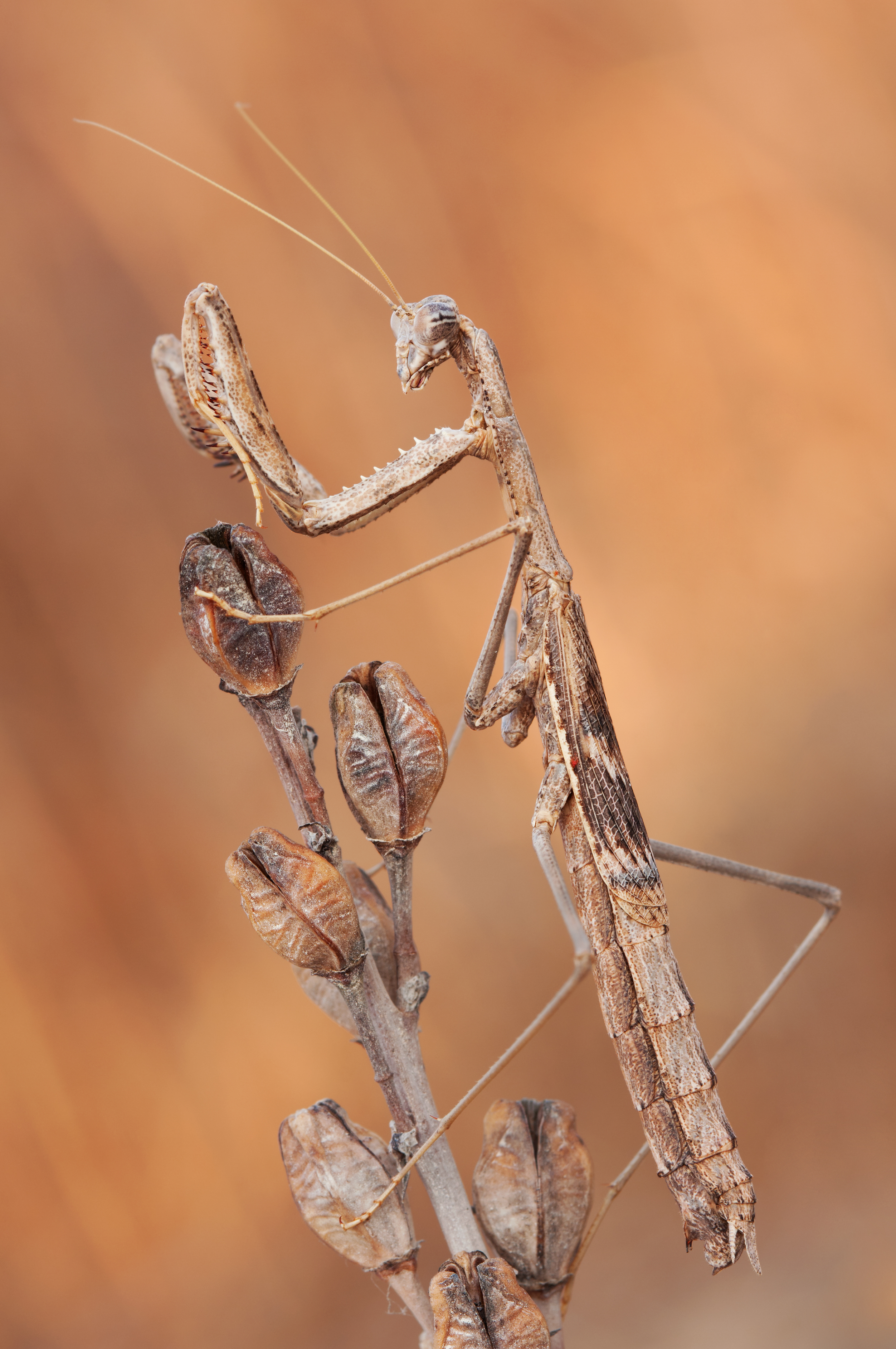
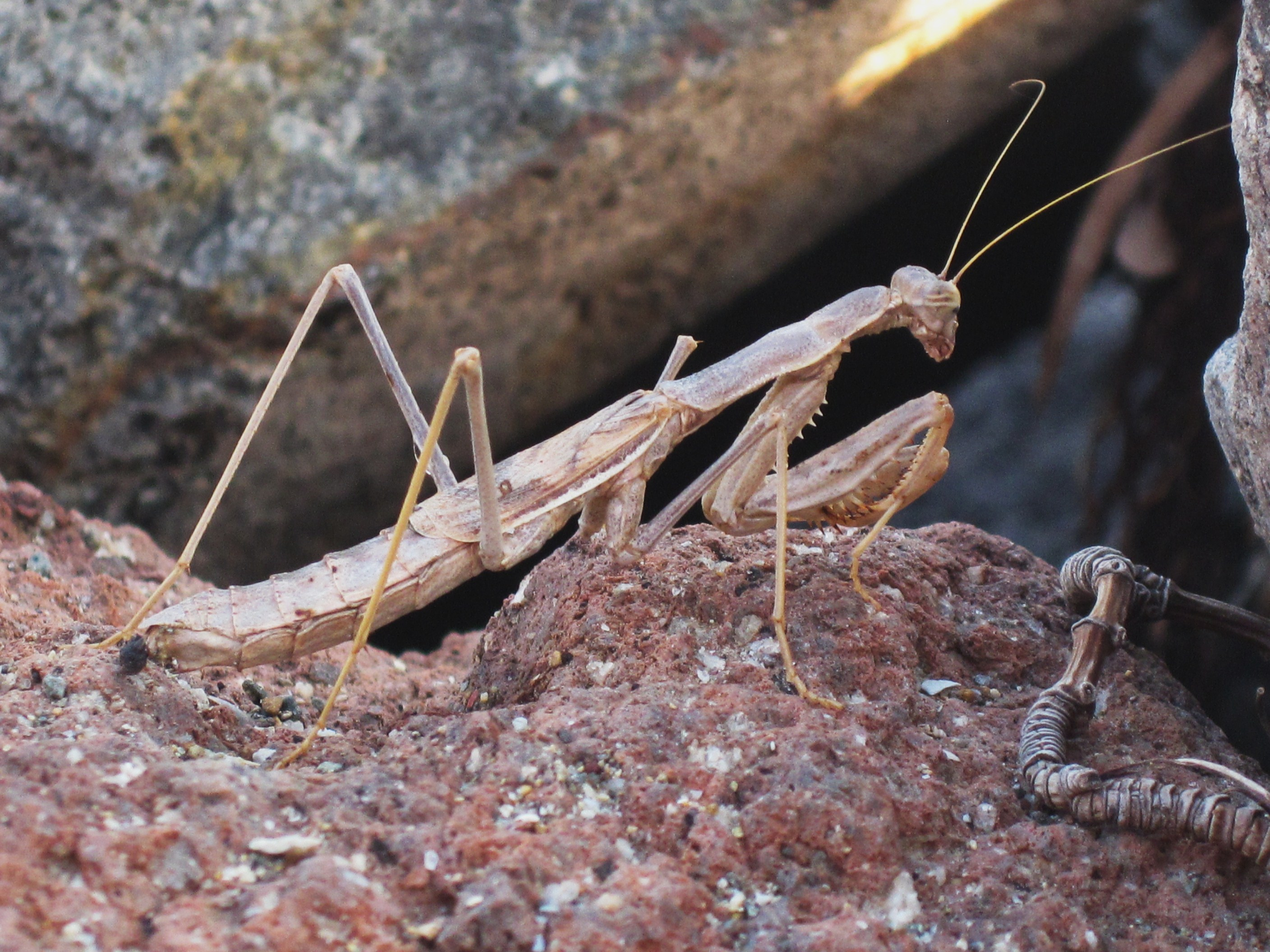
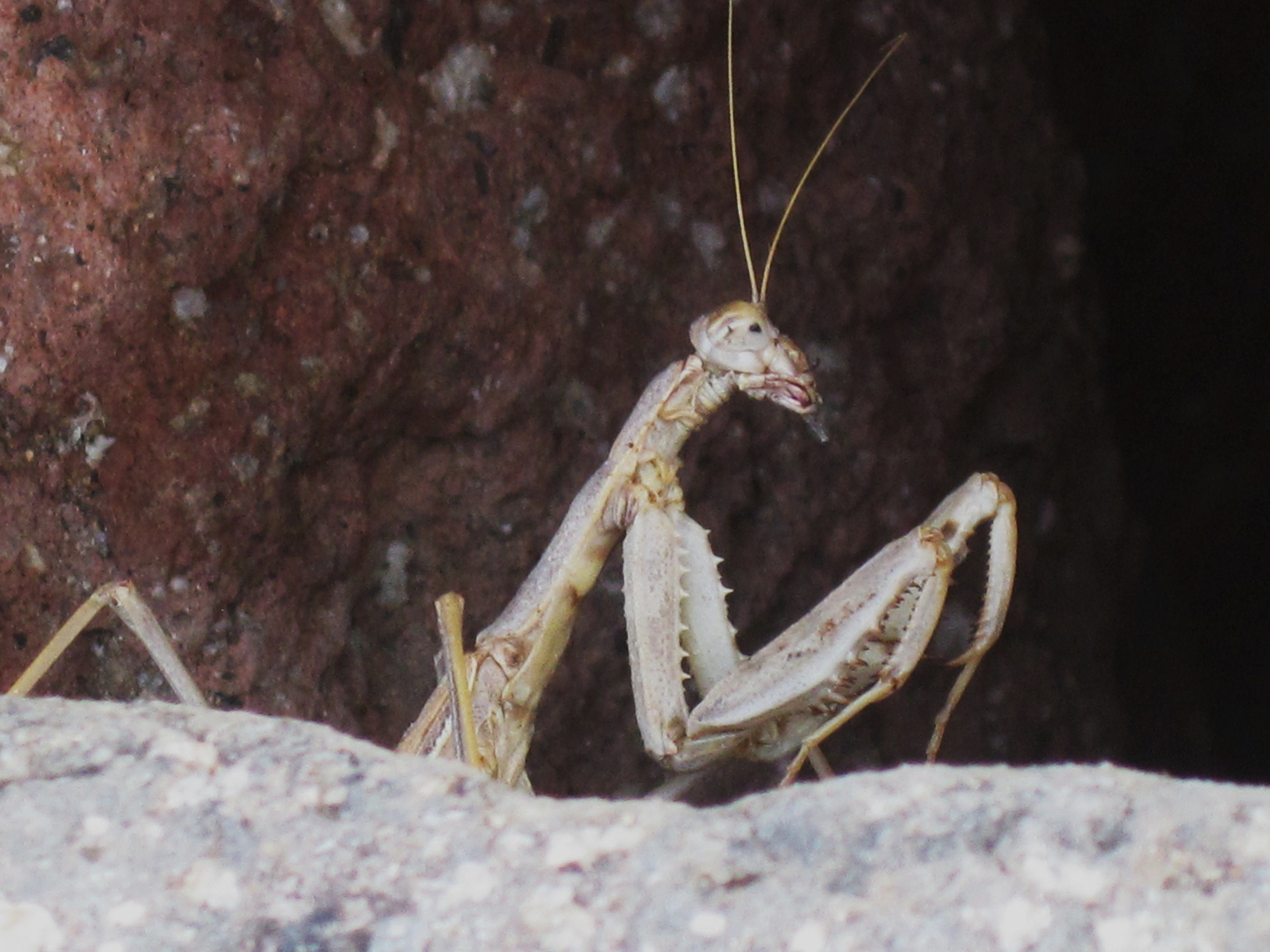
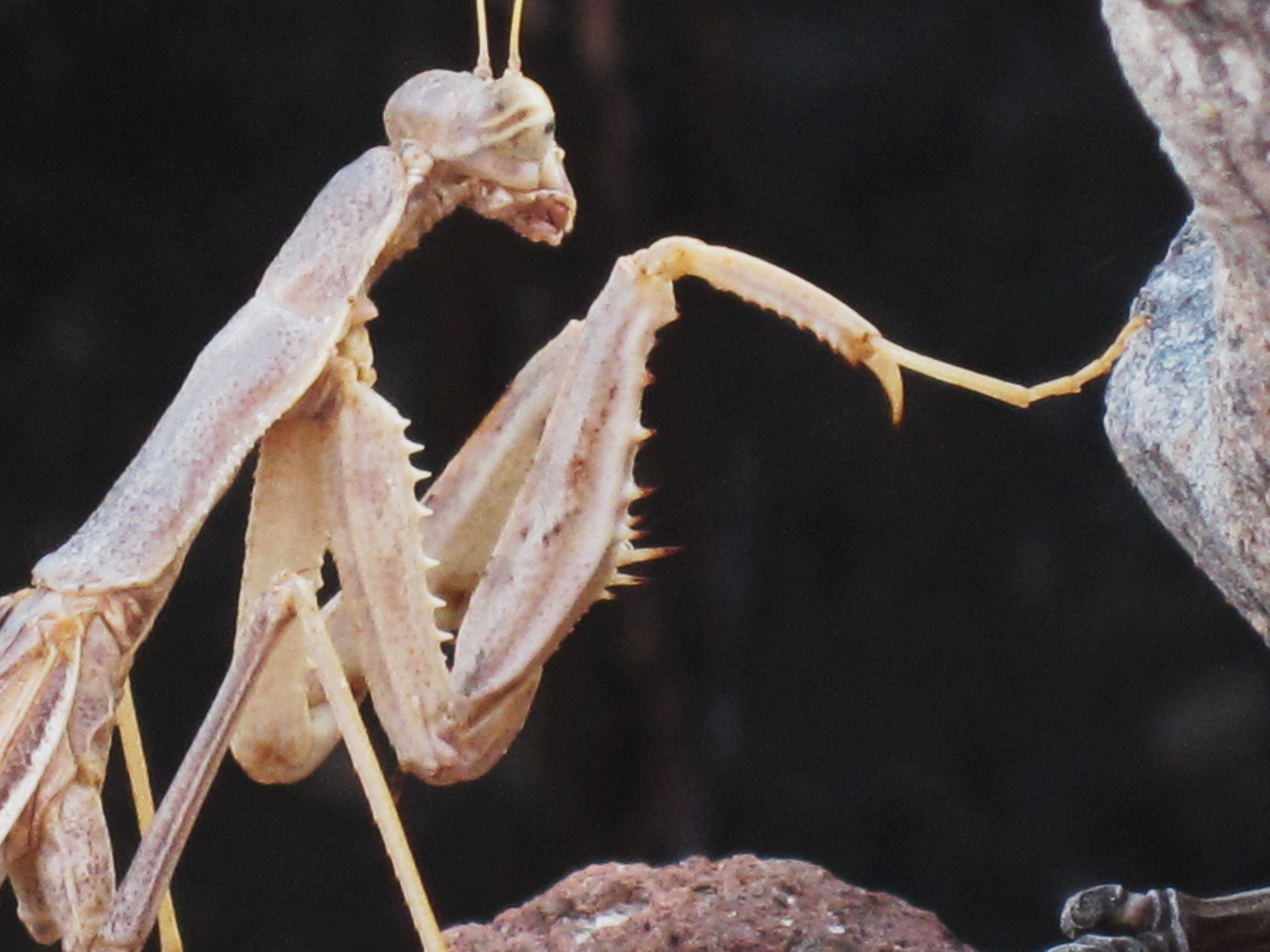
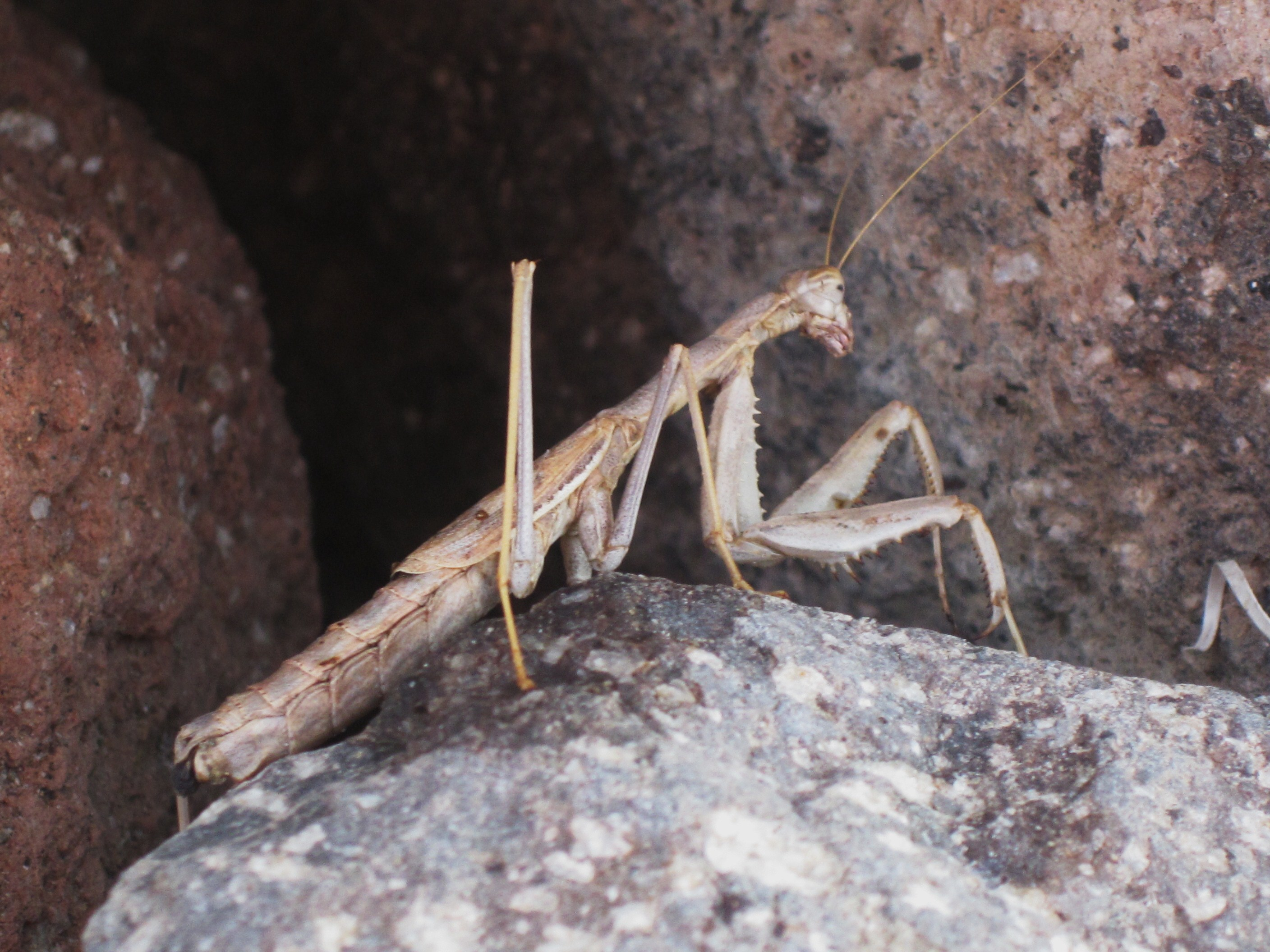

## Dottertaxa tillRivetina, i alfabetisk ordning[1]
- Rivetina asiatica
- Rivetina baetica
- Rivetina beybienkoi
- Rivetina buettikeri
- Rivetina byblica
- Rivetina caucasica
- Rivetina compacta
- Rivetina crassa
- Rivetina dentata
- Rivetina deserta
- Rivetina dolichoptera
- Rivetina elegans
- Rivetina excellens
- Rivetina fasciata
- Rivetina feisabadica
- Rivetina gigantea
- Rivetina gigas
- Rivetina grandis
- Rivetina inermis
- Rivetina iranica
- Rivetina karadumi
- Rivetina karateginica
- Rivetina laticollis
- Rivetina monticola
- Rivetina nana
- Rivetina pallida
- Rivetina parva
- Rivetina pulisangini
- Rivetina rhombicollis
- Rivetina similis
- Rivetina syriaca
- Rivetina tarda
- Rivetina varsobica